# Placówka Straży Granicznej I linii „Żelewiec”
Placówka Straży Granicznej I linii „Żelewiec” – jednostka organizacyjna Straży Granicznej pełniąca służbę ochronną na granicy państwowej w okresie międzywojennym.

## Formowanie i zmiany organizacyjne
Rozporządzeniem Prezydenta Rzeczypospolitej Polskiej Ignacego Mościckiego z 22 marca 1928 roku, do ochrony północnej, zachodniej i południowej granicy państwa, a w szczególności do ich ochrony celnej, powoływano z dniem 2 kwietnia 1928 roku  Straż Graniczną.
Rozkazem nr 2 z 19 kwietnia 1928 roku w sprawie organizacji Pomorskiego Inspektoratu Okręgowego dowódca Straży Granicznej gen. bryg. Stefan Pasławski określił strukturę organizacyjną komisariatu SG „Lipusz”. 
Rozkazem nr 12 z 10 stycznia 1930 roku  w sprawie reorganizacji Pomorskiego Inspektoratu Okręgowego dowódca Straży Granicznej płk Jan Jur-Gorzechowski ustalił nową organizację komisariatu. Placówka Straży Granicznej I linii „Żelewiec” znalazła się w jego strukturze.

## Służba graniczna
Sąsiednie placówki:
- placówka Straży Granicznej I linii „Skwierawy” ⇔ placówka Straży Granicznej I linii „Dywan” − 1930[2]